# Arguição de descumprimento de preceito fundamental
A Arguição de Descumprimento de Preceito Fundamental (ADPF)  é uma das ações que fazem parte do controle concentrado de constitucionalidade. A regulamentação desta ação pode ser encontrada em dois textos normativos: na Constituição Federal e na Lei 9.882/99. Pode-se dizer que a primeira fez este instituto de direito processual constitucional nascer e tomar as suas primeiras formas a partir de seus artigos 102, § 1º  e 103,   § 1º e § 3º—designando a competência de julgamento ao Supremo Tribunal Federal (STF).  São eles: Art. 102. Compete ao Supremo Tribunal Federal, precipuamente, a guarda da Constituição, cabendo-lhe: § 1º A arguição de descumprimento de preceito fundamental, decorrente desta Constituição, será apreciada pelo Supremo Tribunal Federal, na forma da lei; Art. 103. Podem propor a ação direta de inconstitucionalidade e a ação declaratória de constitucionalidade: § 1º O Procurador-Geral da República deverá ser previamente ouvido nas ações de inconstitucionalidade e em todos os processos de competência do Supremo Tribunal Federal e § 3º Quando o Supremo Tribunal Federal apreciar a inconstitucionalidade, em tese, de norma legal ou ato normativo, citará, previamente, o Advogado-Geral da União, que defenderá o ato ou texto impugnado.
Já a segunda, traça como se dará o processo e o julgamento das ADPFs pelo STF.

## Origem, objeto e legitimação da ADPF

### Origem
A Arguição de Descumprimento de Preceito Fundamental (ADPF)  é uma das ações que fazem parte do controle concentrado de constitucionalidade. A regulamentação desta ação pode ser encontrada em dois textos normativos: na Constituição Federal e na Lei 9.882/99. Pode-se dizer que a primeira fez este instituto de direito processual constitucional nascer e tomar as suas primeiras formas a partir de seus artigos 102, § 1º  e 103,   § 1º e § 3º—designando a competência de julgamento ao Supremo Tribunal Federal (STF).  São eles: Art. 102. Compete ao Supremo Tribunal Federal, precipuamente, a guarda da Constituição, cabendo-lhe: § 1º A arguição de descumprimento de preceito fundamental, decorrente desta Constituição, será apreciada pelo Supremo Tribunal Federal, na forma da lei; Art. 103. Podem propor a ação direta de inconstitucionalidade e a ação declaratória de constitucionalidade: § 1º O Procurador-Geral da República deverá ser previamente ouvido nas ações de inconstitucionalidade e em todos os processos de competência do Supremo Tribunal Federal e § 3º Quando o Supremo Tribunal Federal apreciar a inconstitucionalidade, em tese, de norma legal ou ato normativo, citará, previamente, o Advogado-Geral da União, que defenderá o ato ou texto impugnado.
Já a segunda, traça como se dará o processo e o julgamento das ADPFs pelo STF.
Ainda que o termo “arguição de descumprimento de preceito fundamental” já estivesse previsto no texto original da Constituição, mais especificamente no artigo 102, §1º, a ADPF não tinha a função de garantia de direito e de proteção contra decisões inconstitucionais. Ao invés disso, havia uma ausência de regulamentação, que era empregada como argumento central para a impugnação das arguições de descumprimento solicitadas ao STF.
Por isso, em maio de 1997, os juristas Celso Ribeiro Bastos e Gilmar Ferreira Mendes exploraram a possibilidade da arguição de preceito fundamental restringir a ocorrência de inconstitucionalidade resultante do poder público. Dessa maneira, um anteprojeto foi realizado, tratando dos aspectos centrais relativos ao processo e ao julgamento da ADPF. A sugestão, então, foi levada à consideração do Ministro da Justiça Íris Resende, que implementou uma Comissão que pretendia elaborar estudos sobre o anteprojeto.
No mesmo ano, a deputada Sandra Starling, do Partido dos Trabalhadores, apresentava no Congresso Nacional o Projeto de Lei nº 2.872, que tinha como finalidade o combate aos eventos em que a contrariedade ao texto da Constituição fosse consequência dos regimentos internos das Casas Legislativas.  Assim, sob a qualificação jurídica de "reclamação", Starling propunha submeter à disciplina os princípios da ADPF.  Ao analisar o projeto de lei, a Câmara dos Deputados notou uma semelhança com o documento de Mendes e Bastos, realizando uma alteração substancial na proposta de Starling e incorporando ideias presentes no anteprojeto.  
Após obter aprovação em ambas as casas legislativas e a sanção do Presidente da República, o Projeto de Lei foi regulamentado em dezembro de 1999, inovando a história constitucional brasileira.

### Objeto
Segundo a lei específica supracitada (Lei 9.882/99), a função desta ação é evitar e eliminar do ordenamento jurídico qualquer ato do Poder Público que fira de alguma forma os preceitos fundamentais (Art. 1º da Lei 9.882/99). Embora a lei tenha sido sucinta em dispor qual é o objetivo da ADPF, ela falha ao defini-lo por meio de conceitos imprecisos, como: “ato do Poder Público” e “preceito fundamental”. A doutrina vem se esforçando para entender o significado destes conceitos.
De acordo com Gilmar Mendes, por preceito fundamental, deve-se entender as normas e princípios imprescindíveis e de relevância especial da Constituição como, por exemplo, as cláusulas pétreas e seus desdobramentos. Dessa forma, a arguição serve tanto para evitar lesões como também reparar as lesões já causadas pela violação dos preceitos fundamentais.
O texto da lei ainda afirma que tal violação deve ter como ator o Poder Público para que seja instaurada a ADPF. Dessa forma, um exemplo de ação do Poder Público são as políticas públicas que, se violarem preceitos fundamentais da Constituição, podem tornar-se um pretexto e um fundamento legal para a instauração de uma ADPF.
Já por “ato do poder público”, a doutrina vem indicando um método de delimitação negativa. Ou seja, ao invés de compreender detalhadamente o que o termo quer dizer, pontua-se o que ele com certeza não é. Sendo assim, “ato do poder público” não poderá ser: 1. ato jurídico de particulares; 2. omissões do Poder Público e 3. decisões judiciais que não versem sobre problema de constitucionalidade e que se relacione com a guarda de interesses subjetivos.
Outro termo pouco explicativo é “descumprimento” presente no art. 102, §1º da CF. A doutrina o entende como a insegurança jurídica causada por decisões ou condutas que não respeitem os preceitos constitucionais ou os deveres implícitos também à Constituição. Diferentemente do termo “inconstitucionalidade”, que se refere apenas a atos normativos contrários às normas constitucionais, “descumprimento” vai além, abrangendo também atos de execução material e atos de particulares. Existem estudiosos que enxergam o termo de forma mais ampla ainda, podem ser descumprimento alguma violação ao “espírito” ou às “finalidades” da Carta Maior.
Uma coisa é certa, assim como as outras formas de controle concentrado de constitucionalidade, a ADPF busca assegurar a supremacia constitucional. Além disso a ADPF também reforça a segurança jurídica no ordenamento, uma vez que impede a incompatibilidade de decisões acerca da constitucionalidade de uma norma.
Algo desconhecido por muitos é a “dupla modalidade” da ADPF, distinguindo-se em “principal” e “incidental” (art. 1º, caput, e art. 1º, parágrafo único, I da Lei 9.882/99 respectivamente). A ADPF principal é uma ação autônoma, enquanto  a incidental seria a que ocorre no decorrer de outra ação. Como veremos adiante, a ADPF incidental caiu no desuso por conta do próprio desenho que a lei lhe conferiu.

### Legitimação
Quanto às autoridades ou entes investidos de legitimação para propor esta ação, a Lei 9.882/99 limitou-se a apontar como escolhidos os mesmos legitimados a iniciar uma Ação Direta de Inconstitucionalidade (ADIn) em seu art. 2º,I,. A Lei 9868/99  , por sua vez, indica as seguintes autoridades: I - o Presidente da República; II - a Mesa do Senado Federal; III - a Mesa da Câmara dos Deputados; IV - a Mesa de Assembleia Legislativa ou a Mesa da Câmara Legislativa do Distrito Federal; V - o Governador de Estado ou o Governador do Distrito Federal; VI - o Procurador-Geral da República; VII - o Conselho Federal da Ordem dos Advogados do Brasil; VIII - partido político com representação no Congresso Nacional; IX - confederação sindical ou entidade de classe de âmbito nacional.
Há o entendimento por parte do STF de que para a propositura de uma ADIn não é suficiente a autoridade estar entre este rol taxativo exposto acima. É necessário que haja uma relação temática entre a função e atuação da autoridade pública que busca iniciá-la e o objeto da ação e suas finalidades. Pois bem, este paralelo é traçado para a ADPF também, sendo um de seus requisitos.
Deve-se pontuar que esta lista de legitimados diz respeito à ADPF principal. A lei não nasceu omissa quanto aos legitimados para a propositura da ADPF incidental, porém em 1999 o Presidente Fernando Henrique Cardoso vetou o inciso II do art. 2º que dispunha sobre os legitimados para esta modalidade de ADPF. Assim, a maioria da doutrina acabou adotando para a ADPF incidental os mesmo legitimados para a principal. Contudo, sendo a ADPF principal mais ampla e autônoma em relação a outro processo, a ADPF incidental acaba se mostrando menos eficiente e mais custosa, perdendo a sua razão de ser.

## Caráter processual da ADPF

### Petição inicial
artigo 3º da Lei 9.882/99 define quais deverão ser os elementos da petição inicial—Art. 3o A petição inicial deverá conter: I - a indicação do preceito fundamental que se considera violado; II - a indicação do ato questionado; III - a prova da violação do preceito fundamental; IV - o pedido, com suas especificações;V - se for o caso, a comprovação da existência de controvérsia judicial relevante sobre a aplicação do preceito fundamental que se considera violado. Parágrafo único. A petição inicial, acompanhada de instrumento de mandato, se for o caso, será apresentada em duas vias, devendo conter cópias do ato questionado e dos documentos necessários para comprovar a impugnação.
Dentre todos estes requisitos, pode-se dizer que um dos mais importantes seja aquele que indicará os atos questionados e as possíveis provas de inconstitucionalidade.
Atenção especial deve também ser dada aos incisos I e V do artigo em questão. Em relação ao primeiro, deve se enfatizar, segundo o Ministro Gilmar Mendes, que não basta mostrar afronta a algum preceito Constitucional. É imprescindível que se justifique o porquê de ser fundamental. Já no inciso V, o autor deverá provar racionalmente a existência e a relevância da controvérsia jurídica. Quanto às provas fáticas deste último inciso, se encontram no parágrafo único do mesmo artigo, dispondo quais documentos serão necessários para tal objetivo.
No art. 4º da lei estão as hipóteses de encaminhamento dadas pelo STF após o recebimento da petição inicial. Ela pode ser aceita e o processo seguir normalmente, ou pode ser  indeferida liminarmente “quando não for o caso de arguição de descumprimento de preceito fundamental, faltar algum dos requisitos prescritos nesta Lei ou for inepta”. Desta decisão - de indeferimento liminar da petição -  cabe recurso (chamado agravo de instrumento). Pode ocorrer também de ser o caso de ADPF (pelo objeto e requisitos preenchidos, mas existem outras maneiras de se resolver a lide). Nestas situações a petição inicial também não será aceita.
Para concluir este ponto é importante falar de outra característica da ADPF: sua causa de pedir é aberta. Isto significa que o STF não precisa se ater somente aos pedidos contidos na petição inicial, podendo ir além e analisar outros preceitos constitucionais que podem vir a se encaixar no caso. Este poder não foi conferido ao STF pela lei, mas este órgão vem agindo conforme esta interpretação, buscando abstrair da Constituição qualquer violação da Constituição de ofício.

### Procedimento
Depois de aceita a petição inicial e apreciado o pedido de liminar, o relator pode pedir informações adicionais ao órgão do qual provém o ato questionado (art. 6º). De acordo com o artigo 6º, § 1º, o relator da ação pode, se achar necessário, requerer informações adicionais às já apresentadas na petição inicial, propondo audiência das partes, perito ou audiências públicas com especialistas. Importante ressaltar a possibilidade da participação de Amicus Curiae, como uma forma de representação dos interessados nos casos que deram ensejo à arguição.
O ordenamento jurídico permite também a participação do Procurador- Geral da República, mas não através da reiteradamente falada Lei 9.882/99, e sim pelo art. 103 § 1º da Constituição Federal (“O Procurador-Geral da República deverá ser previamente ouvido nas ações de inconstitucionalidade e em todos os processos de competência do Supremo Tribunal Federal”), não havendo prazo determinado para a sua manifestação como na ADIn.
Já o art. 7º, parágrafo único, da Lei 9.882/99 possibilita a pedida de vista e a manifestação pelo Ministério Público.
Após ouvidas todas estas autoridades e entidades - admitindo a este processo um caráter de contraditório - é hora do Ministro relator apresentar o seu relatório, de acordo com o Regimento Interno do Supremo Tribunal Federal em seu artigo 21, X e 111,caput e III.
Por fim, no julgamento feito em plenário devem estar presentes no mínimo 8 ministros (art. 8º da lei da ADPF). A ordem de voto está descrita no RISTF, mas é importante dizer que o Presidente não pode escusar-se de votar quando de matéria constitucional.

## Medida cautelar
O artigo 5º da Lei 9.882/99 viabiliza também a concessão de medida liminar, desde que haja votação dos membros do Tribunal e atinja maioria absoluta. Existe também a hipótese de ela ser concedida ad referendum – por decisão do relator – em situações de extrema urgência ou de perigo de lesão grave, ou durante o período de recesso.
Não ocorrendo pedido de liminar, caberá ao relator solicitar informações às autoridades que estão vinculadas ao possível ato normativo controverso.
Havendo o pedido de liminar, fica a critério do relator, conforme necessidade, ouvir as autoridades que originaram a pretensa controvérsia Constitucional, assim como o Advogado-Geral da União e o Procurador-Geral da República, como diz o § 2º do artigo em questão.
Neste último cenário, a cautelar é instrumento emanado de poder para decretar a suspensão direta do ato impugnado e suspender o andamento de processo (todos aqueles que guardem relação com a matéria julgada – mesmo os já transitados em julgado). Esta ferramenta, além de estimular maior celeridade no judiciário, também impede que situações contrárias à decidida sejam consolidadas.

## Decisão final
Para que a decisão ocorra é necessário um mínimo de dois terços dos Ministros presentes (art. 8º da Lei da ADPF). Contudo o número mínimo de ministros votantes não é especificado pela lei, levando a crer que a maioria dos presentes já baste.
Escutados a maioria dos ministros presentes, a decisão proferida poderá declarar a (in)constitucionalidade do ato normativo questionado.
A partir do art. 10 da Lei da ADPF algumas providências deverão ser tomadas: 1. avisar da decisão aos órgãos estatais ou às autoridades envolvidas; 2. fixar o modo como tal preceito será interpretado e  aplicado; 3. determinar o imediato cumprimento da sentença.
Além disso, a decisão deverá ser publicada no Diário Oficial da União até em 10 dias do  trânsito em julgado, possuirá efeitos erga omnes (contra todos) e vinculará todos os órgãos do Poder Público.

## Recursos
Pelo art. 12 da Lei 9.882/99 tem-se que a decisão é irrecorrível.
Apesar de não disposto em nenhum normativo, a doutrina e o STF vem aceitando a interposição de embargos declaratórios (recurso que visa apenas sanar dúvidas da sentença, mas não tem o poder de pedir a sua reformulação). O único tipo de agravo aceito - com base no art. 317 do RISTF - é o regimental e apenas contra decisões monocráticas.

## ADPFs notáveis
- ADPF 54: Em 2004, a Confederação Nacional dos Trabalhadores na Saúde (CNTS) propôs uma arguição de descumprimento de preceito fundamental no Supremo Tribunal Federal, alegando que a interrupção da gravidez do feto anencefálico não deveria ser crime, conforme tipificavam os artigos 124, 126 e 128 do Código Penal. Entretanto, a ação só teve seu mérito realmente julgado em 2012, oito anos depois, com a participação de 10 ministros do STF.
- ADPF 132[3]:  Em 5 de maio de 2011, Sérgio Cabral Filho, governador do estado do Rio de Janeiro, apresentou no Supremo Tribunal Federal uma ação de arguição de descumprimento de preceito fundamental, argumentando que a União Estável para casais do mesmo sexo deveria ser reconhecida. Assim, Cabral afirmava que união homoafetiva seria entidade familiar e dela deveriam decorrer todos os direitos e deveres que emanam da união estável entre homem e mulher. É importante acrescentar que a ADPF foi julgada em conjunto com a Ação Direta de Constitucionalidade (ADI) 4277, proposta pela Procuradoria-Geral da República. O ministro Ayres Britto, relator das ações, afirmou que o artigo 1.723 do Código Civil, que trata sobre a união estável, deveria ser aplicado conforme os preceitos do artigo 3º, inciso IV da Constituição Federal. Assim, a entidade familiar entre pessoas do mesmo sexo deveria ser reconhecida livre de qualquer discriminação devido ao sexo, raça, preconceito de origem ou idade.  Acompanharam a argumentação do relator os ministros Luiz Fux, Ricardo Lewandowski, Gilmar Mendes, Cármen Lúcia, Joaquim Barbosa, Marco Aurélio, Celso de Mello e Ellen Gracie, declarando as ações procedentes.